# 1209 w polityce

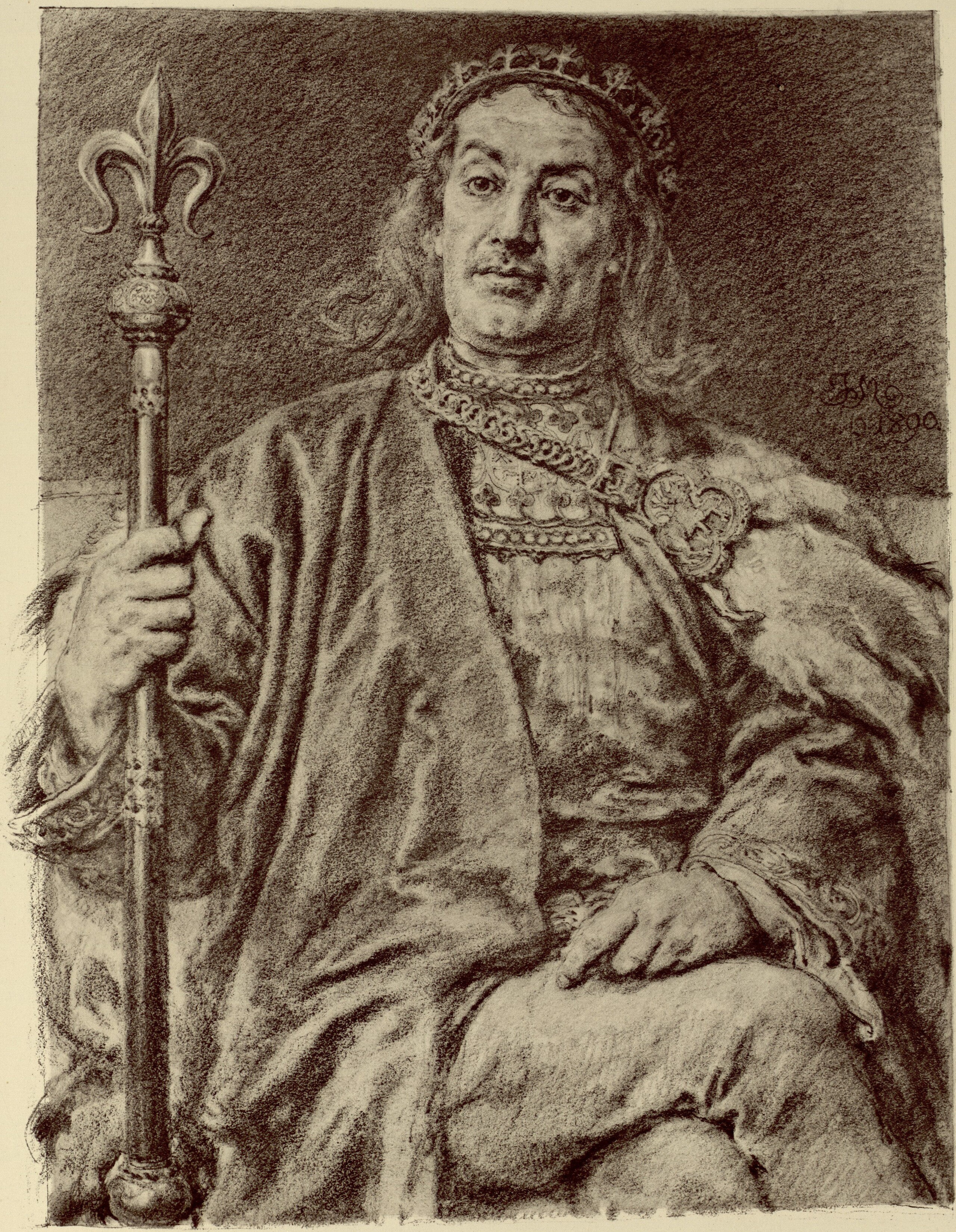
Władysław III Laskonogi

Wydarzenia polityczne w 1209 roku.

## Wydarzenia
- Bitwa pod Lubuszem. Książę wielkopolski Władysław III Laskonogi podejmuje nieudaną próbę odsieczy grodu, atakowanego przez Konrada, margrabię Łużyc[1][2].
- Franciszek z Asyżu zakłada zakon franciszkanów[3].
- Początek krucjaty przeciw albigensom (katarom), krzyżowcy dokonali rzezi Béziers[4].
- Powstał uniwersytet w Cambridge[5][6][7].
- Innocenty III ekskomunikował Ottona IV i Jana bez Ziemi[4].

## Urodzili się
- Bettisia Gozzadini, włoska prawniczka[8].